# Loganville (Georgia)
Loganville es una ciudad ubicada en el condado de Walton en el estado estadounidense de Georgia. En el censo de 2000, su población era de 5.435.

## Demografía
En el 2000 la renta per cápita promedia del hogar era de $47,892, y el ingreso promedio para una familia era de $54,375. El ingreso per cápita para la localidad era de $20,648. Los hombres tenían un ingreso per cápita de $39,880 contra $26,172 para las mujeres.

## Geografía
Loganville se encuentra ubicado en las coordenadas 33°50′20″N 83°53′53″O / 33.83889, -83.89806 (33.838889, -83.898056).
Según la Oficina del Censo, la localidad tiene un área total de 15,6 km² (6 mi²), de la cual 15,6 km² (6 mi²) es tierra y 0 km² (0 mi²) (0.00%) es agua.